# Vítězslav
Vítězslav je novější české jméno slovanského původu, znamená „slavný sídlem, mocí“ (vítati znamenalo bydlit, sídlit). Staročeská podoba je Vitoslav. Ženská podoba tohoto jména je Vítězslava.

## Jmeniny
- V českém kalendáři: 21. července

## Statistické údaje
Následující tabulka uvádí četnost jména v ČR a pořadí mezi mužskými jmény ve srovnání dvou roků, pro které jsou dostupné údaje MV ČR – lze z ní tedy vysledovat trend v užívání tohoto jména:
| Rok       | Četnost    | Pořadí   |
| 1999      | 10422      | 66.      |
| 2002      | 10276      | 67.      |
| Porovnání | o 146 méně | o 1 hůře |
| 2006      | 9968       | 67.      |
| 2010      | 9744       |          |
| 2011      | 9632       |          |
| 2012      | 9627       |          |

Změna procentního zastoupení tohoto jména mezi žijícími muži v ČR (tj. procentní změna se započítáním celkového úbytku mužů v ČR za sledované tři roky 1999–2002) je -0,7%.

## Významné osoby se jménem Vítězslav
- Vítězslav Bouchner – český herec
- Vítězslav Dostál – český cyklista
- Vítězslav Hádl – český hudební skladatel, klavírista, hudební dramaturg a publicista
- Vítězslav Hálek – český básník
- Vítězslav Houška – český novinář, spisovatel, karikaturista, překladatel
- Vítězslav Jandák – český herec a politik
- Vítězslav Lederer – jeden z židovských uprchlíků z koncentračního tábora Auschwitz-Birkenau
- Vítězslav Lavička – český fotbalový trenér
- Vítězslav Nezval – český básník
- Vítězslav Novák – český skladatel
- Vítězslav Vávra – český zpěvák a bubeník
- Vítězslav Vejražka – český herec a divadelní režisér